# خوسه آزورمندی
خوسه آزورمندی (به انگلیسی: Joxe Azurmendi Otaegi)، (زاده ۱۹ مارس ۱۹۴۱) نویسنده، فیلسوف، مقاله‌نویس، شاعر و استاد دانشگاه باسکی است. از او مقالات و کتاب‌های متعددی در زمینه اخلاق، سیاست، فلسفه زبان، فناوری، ادبیات باسک و به‌طور کلی فلسفه منتشر شده است.
آزورمندی روشنفکری است که بیشتر به بررسی مسئله می‌پردازد تا راه حل. مقالات آزورمندی موضوعات مدرن اروپایی را با عمق و دانش بسیار پوشش می‌دهد. فلسفه او فلسفه و تفکر متفکران اروپایی، به‌ویژه متفکران آلمانی را در خود گنجانده است. و اغلب لحن جدلی دارد.